# Yumi Kajihara
Yumi Kajihara –em japonês, 梶原悠未, Kajihara Yumi– (10 de abril de 1997) é uma desportista japonesa que compete no ciclismo nas modalidades de pista e estrada. Ganhou uma medalha de ouro no Campeonato Mundial de Ciclismo em Pista de 2020, na prova de ómnium.

## Medalheiro internacional
| Campeonato Mundial | Campeonato Mundial | Campeonato Mundial | Campeonato Mundial |
| Ano                | Lugar              | Medalha            | Competição         |
| ------------------ | ------------------ | ------------------ | ------------------ |
| 2020               | Berlim ( Alemanha) | Medalha de ouro    | Omnium             |

## Palmarés
2018
- 3 etapas da Panorama Guizhou International Women[2]

2019
- The 60th Anniversary Thai Cycling Association, mais 1 etapa

### 2022
- Medalha de ouro no Omnium feminino nos Jogos Asiáticos de 2022
- Medalha de ouro na perseguição por equipes feminino nos Jogos Asiáticos de 2022